# 茲拉塔里察
茲拉塔里察（英語：Zlatarica）是保加利亞北中部大特爾諾沃州的一個城鎮，鄰近埃倫娜（Elena）、羅迪納（Rodina）、利亞斯科韋茨（Liaskovec）、斯特拉日察（Stražica）及安東諾沃（Antonovo）。茲拉塔里察是茲拉塔里察市的行政中心，座落在巴爾幹山脈的北面，屬於典型的內陸氣候。
倫納多利納（月亮谷）位於巴爾幹山脈斯雷多塞洛一帶。在保加利亞第二帝國統治時期，大特爾諾沃是保加利亞的首都，月亮谷可能是沙皇的避暑山莊。當地的聖尼古拉斯教堂近來被評為保加利亞文化遺產之一。鄰近地區曾存在三個古老的聚落，公元前6000至7000年的八個墓碑也在附近被發現，另外又在茲拉察里察市的格拉迪什泰發現了一座堡壘。
古羅馬時期的「沙皇格勒道」途經茲拉塔里察的南部。在一個叫戈爾斯科諾沃塞洛的村落裡發現了一座13至14世紀的中世紀教堂，並發現了約翰一世至伊薩克二世時期的硬幣。
茲拉塔里察人口稀疏，是發展生態旅遊的理想地點。市政府現正沿河流建設生態小徑，沿途可見大量未被破壞的自然風景。

## 圖片

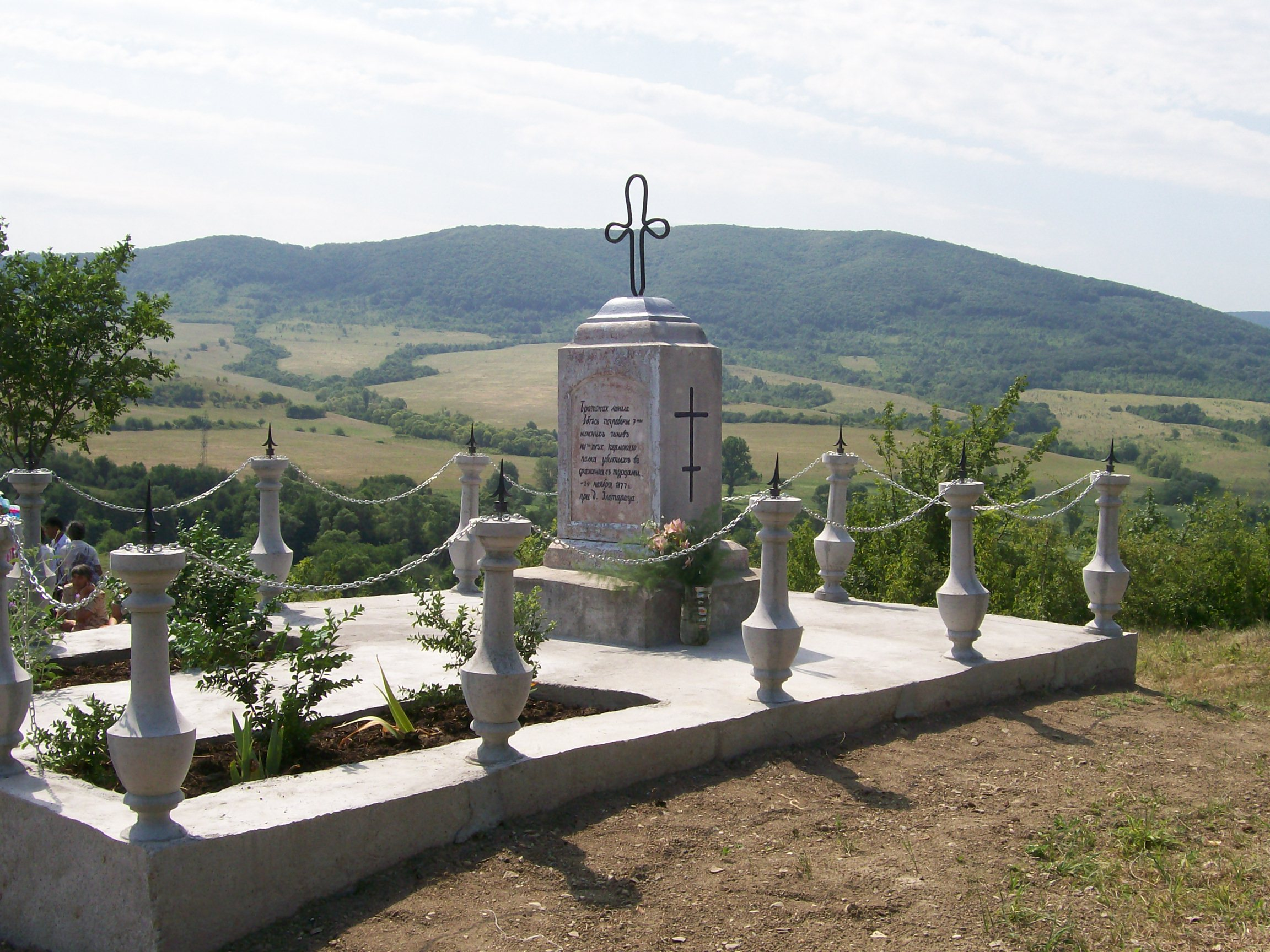
山地紀念碑
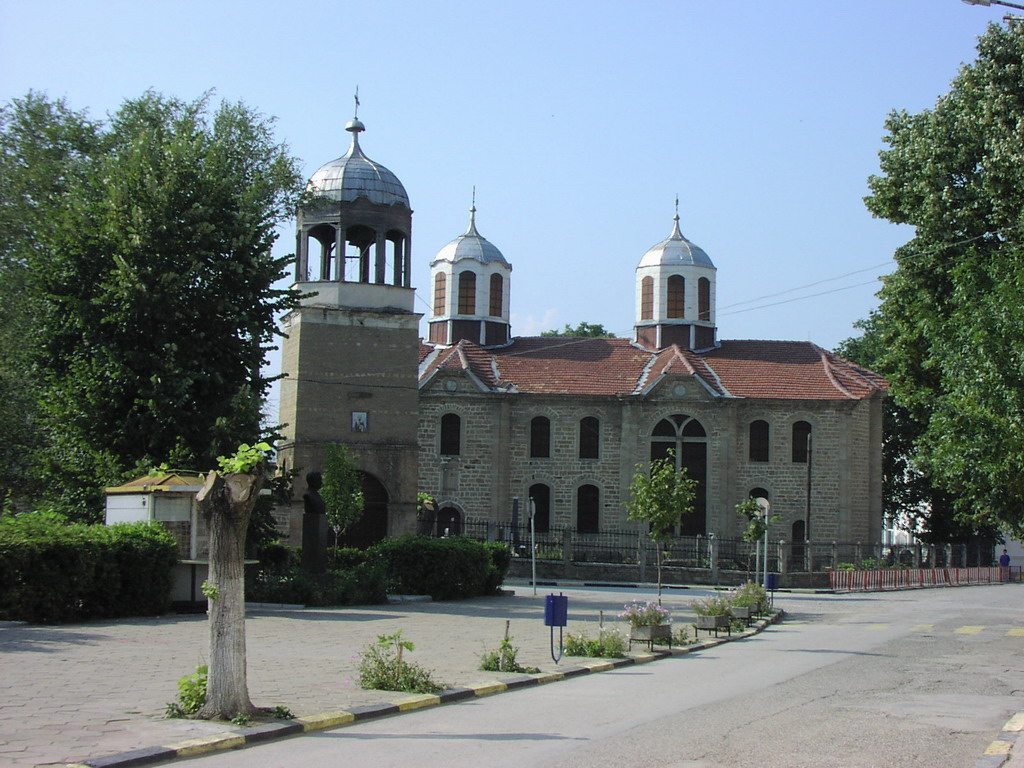
聖尼古拉斯教堂
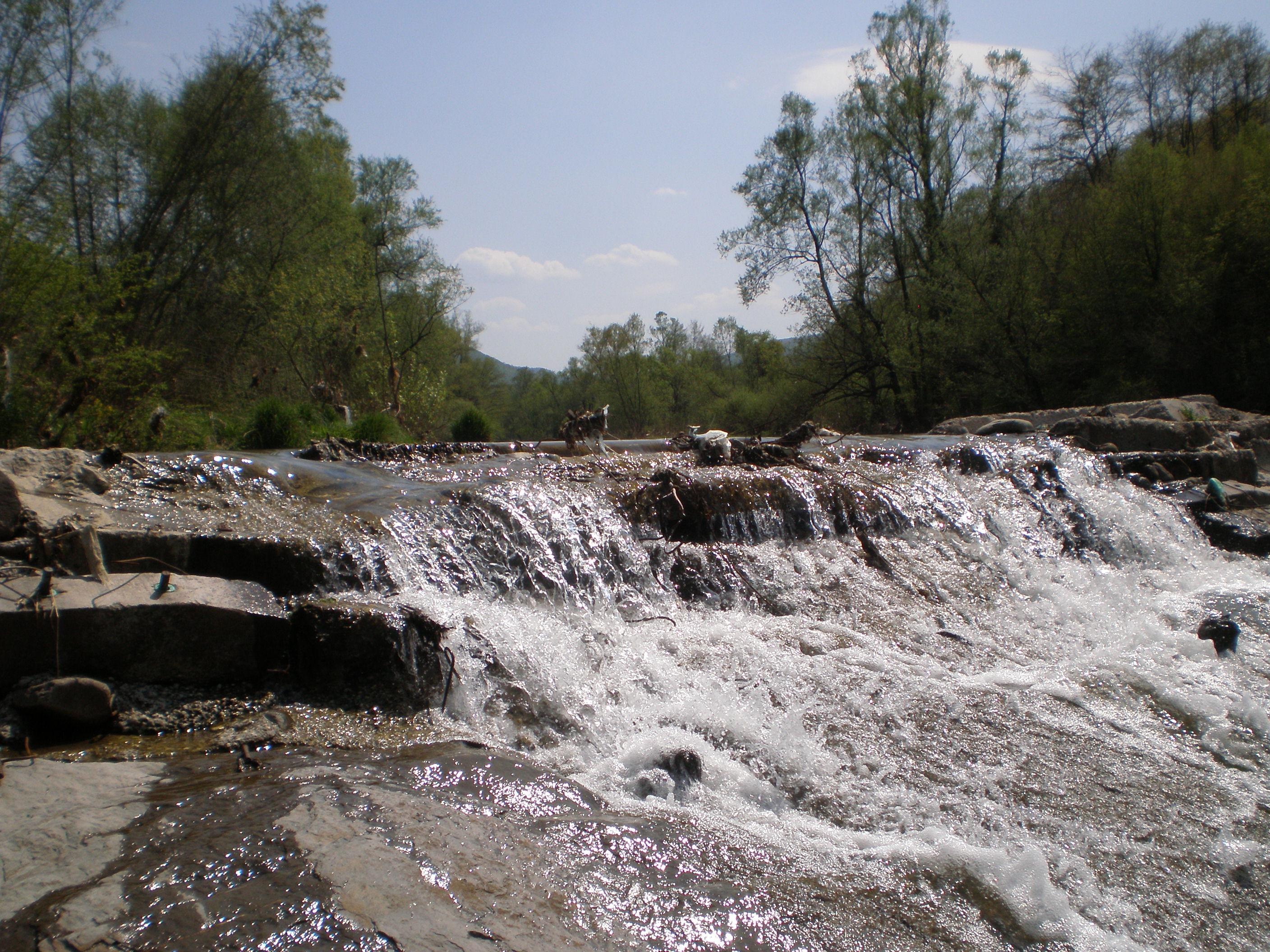
布爾齊特薩河
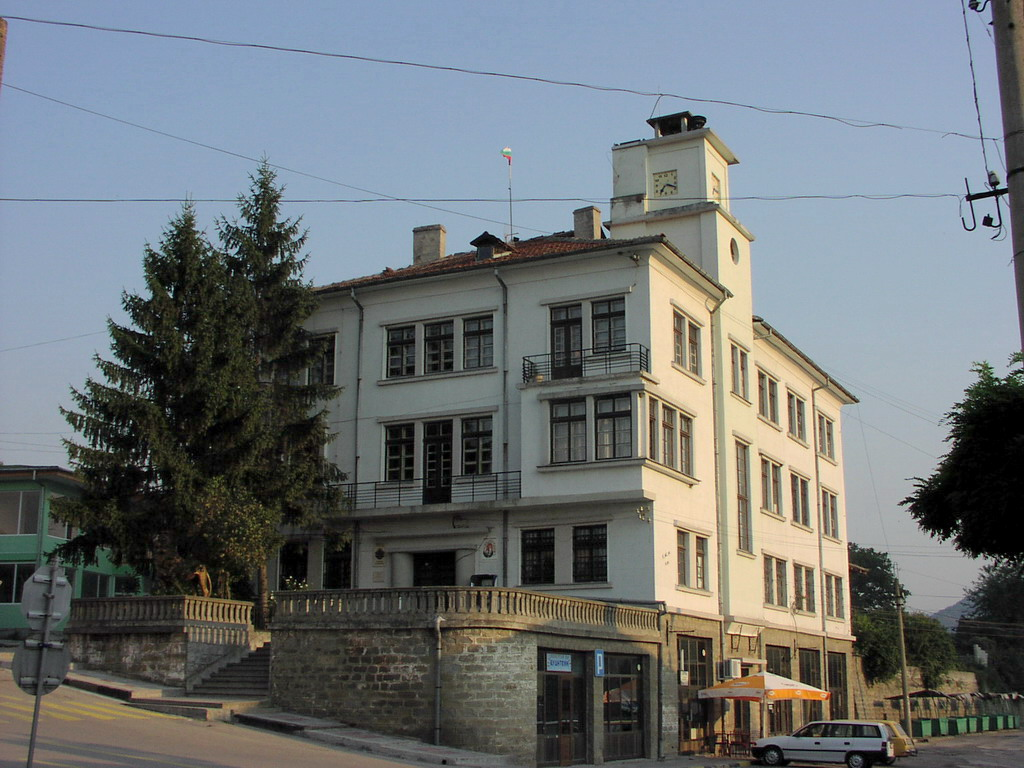
市政府廳
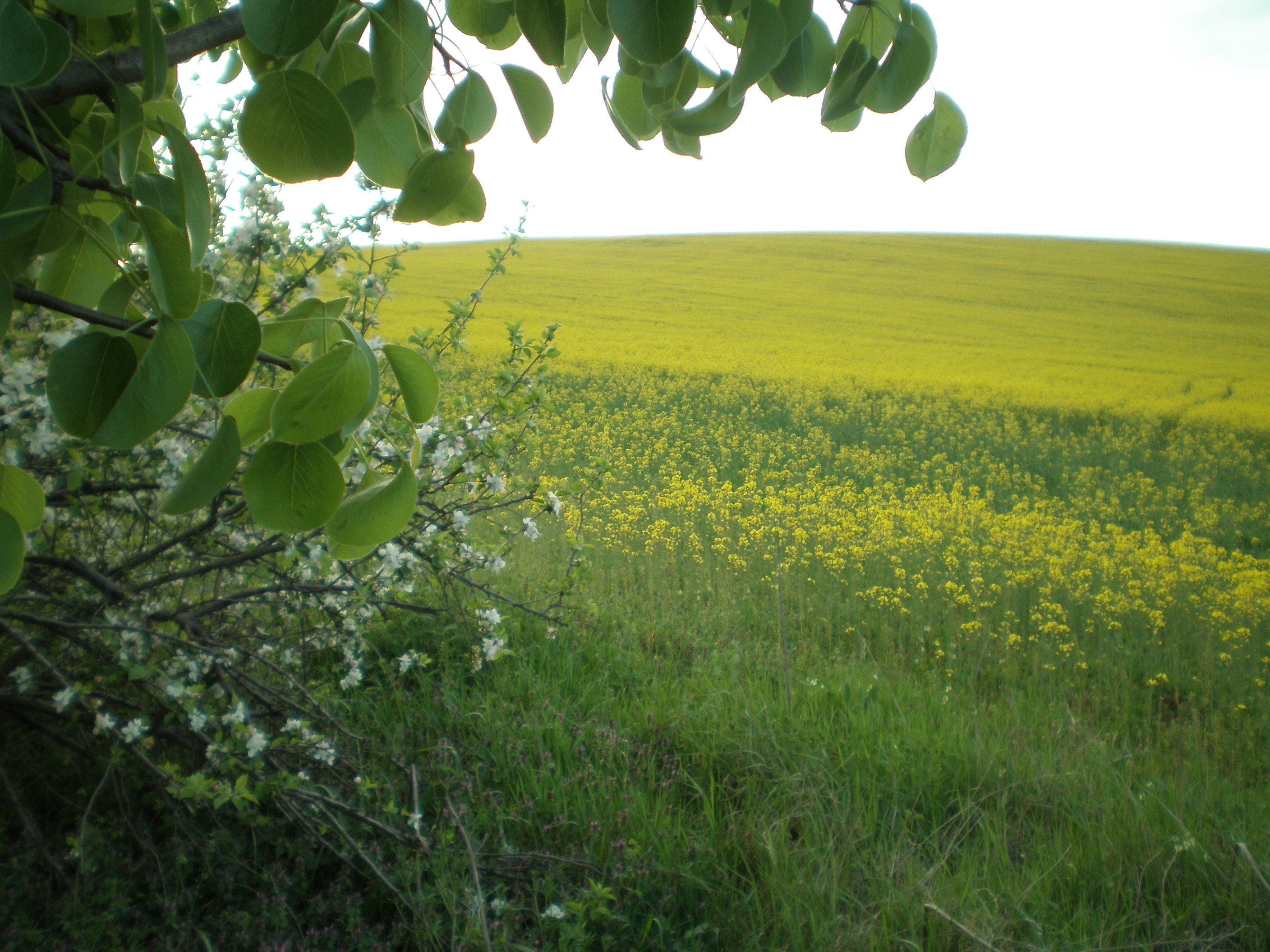
城鎮外的黃花草地
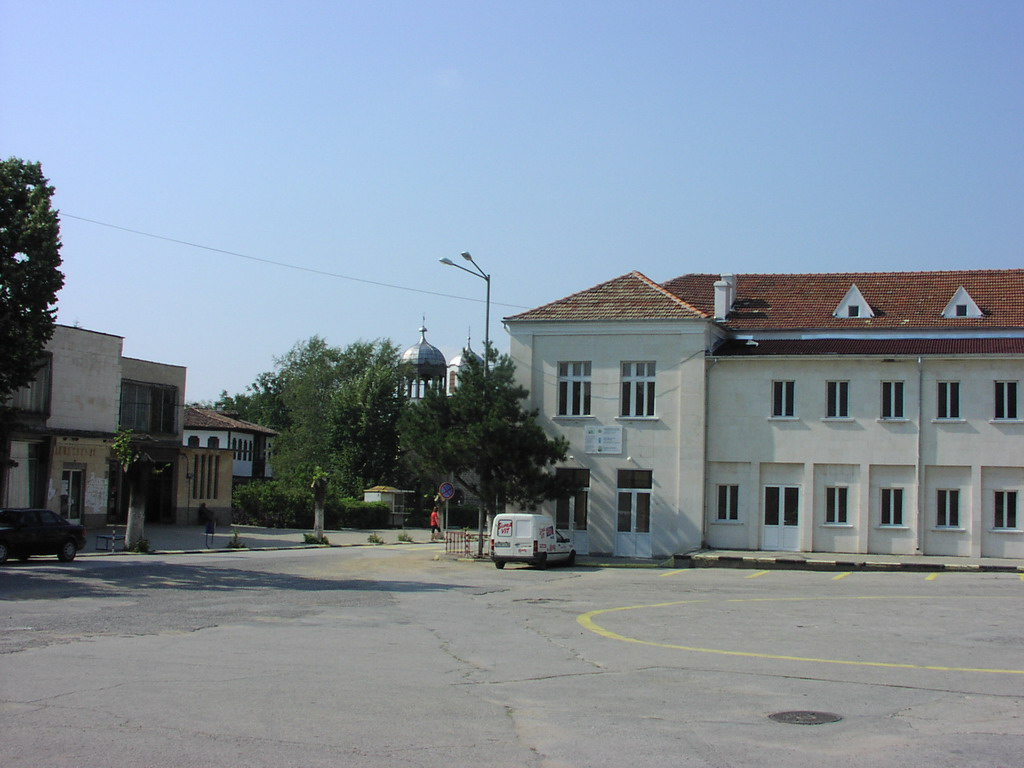
社區中心及圖書館
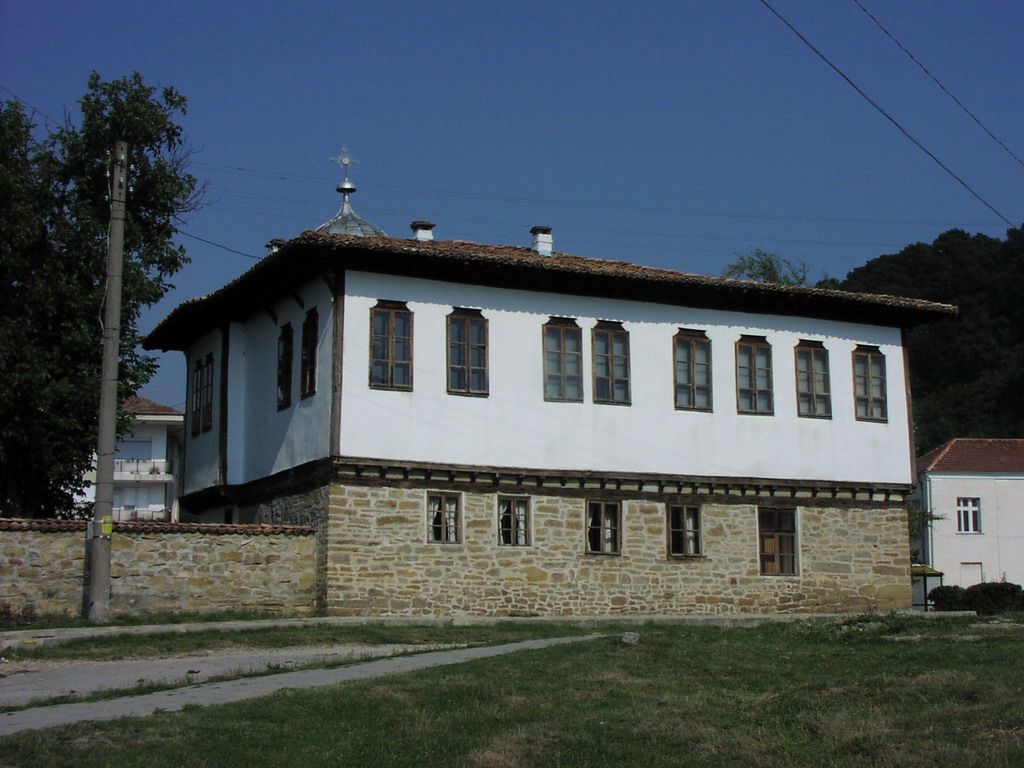
茲拉塔里察歷史博物館

## 註腳
1. ↑  Lila Perl. . T. Nelson. 1970年: 第43頁 （英语）.
2. ↑  . picturesofbulgaria.com.   [12-05-2010]. （原始内容存档于2012-06-16） （英语）.

## 外部連結
- （保加利亚文） 茲拉塔里察市議會